# Clamecy, Nièvre
Clamecy je naselje in občina v osrednji francoski regiji Burgundiji, podprefektura departmaja Nièvre. Leta 1999 je naselje imelo 4.806 prebivalcev.

## Geografija
Kraj se nahaja v osrednji Franciji ob sotočju rek Yonne in Beuvron. Skozenj poteka vodni kanal Nivernais.

## Administracija
Clamecy je sedež istoimenskega kantona, v katerega so poleg njegove vključene še občine Armes, Billy-sur-Oisy, Breugnon, Brèves, Chevroches, Dornecy, Oisy, Ouagne, Pousseaux, Rix, Surgy, Trucy-l'Orgueilleux in Villiers-sur-Yonne z 8.547 prebivalci.
Naselje je prav tako sedež okrožja, v katerem se nahajajo kantoni Brinon-sur-Beuvron, Clamecy, Corbigny, Lormes, Tannay in Varzy s 26.739 prebivalci.

## Zgodovina
V zgodnjem srednjem veku je Clamecy pripadal opatiji Saint-Julian iz Auxerra. V 11. stoletju je prešel na grofe Neverške in Auxerrške. Ob arabski osvojitvi Jeruzalema 1188 je Clamecy postal sedež Betlehemskih škofov, ki so vse do francoske revolucije prebivali v bolnišnici Panthenor. Ob državnem udaru 1851 je v naselju izbruhnila vstaja, ostro zatrta s strani nove oblasti pod Napoleonom III. .

## Znamenitosti
- Kolegial sv. Martina, ustanovljen v 13. stoletju, predelan v 16. stoletju,
- Betlehemska cerkev, zasnovana 1927.

## Pobratena mesta
- Gelnhausen (Nemčija),
- Grandes-Piles (Québec, Kanada).

1. ↑  »Populations légales 2016«. Nacionalni inštitut za statistične in gospodarske raziskave. Pridobljeno 25. aprila 2019.